# Phaeomolis similis
Phaeomolis similis là một loài bướm đêm thuộc phân họ Arctiinae, họ Erebidae.